# Michael Caine
Sir Michael Caine CBE, nascido Maurice Joseph Micklewhite (Londres, 14 de março de 1933), é um ator britânico aposentado, conhecido por seu distinto sotaque cockney, ele apareceu em mais de 160 filmes ao longo de uma carreira de sete décadas e é considerado um ícone do cinema britânico. Ele recebeu vários prêmios, incluindo dois Oscars, um BAFTA, três Globos de Ouro e um Screen Actors Guild Award. Caine é um dos cinco atores masculinos indicados ao Oscar por atuar em cinco décadas diferentes. Em 2000, ele recebeu uma prêmio BAFTA e foi condecorado pela Rainha Elizabeth II por sua contribuição ao cinema.
Duas vezes vencedor do Oscar da Academia para Melhor Ator Coadjuvante (por suas atuações em Hannah and Her Sisters e The Cider House Rules) e famoso por interpretar Alfred Pennyworth, o mordomo de Bruce Wayne/Batman na trilogia de filmes de Cristopher Nolan (Batman).

## Biografia
Michael Caine serviu o Exército Britânico na Guerra da Coreia, nos anos cinquenta. Estreou no cinema com o filme A Hill in Korea, de 1956, no qual interpreta um cabo do exército britânico. Seu primeiro papel de destaque no cinema foi no filme Zulu, de 1964, dirigido por Cy Endfield. Caine ficou popular em uma série de filmes realizados nos anos sessenta, no auge da Guerra Fria, nos quais ele interpretou um espião inteligente e racional chamado Harry Palmer.
Caine foi indicado para cinco Óscars, sendo que ele e Jack Nicholson são os únicos atores a terem sido indicados a um Óscar de atuação em cada uma das últimas cinco décadas (situação em 2007). Além deste, outro feito de Caine é estar presente em mais de cem filmes ao longo de sua carreira.

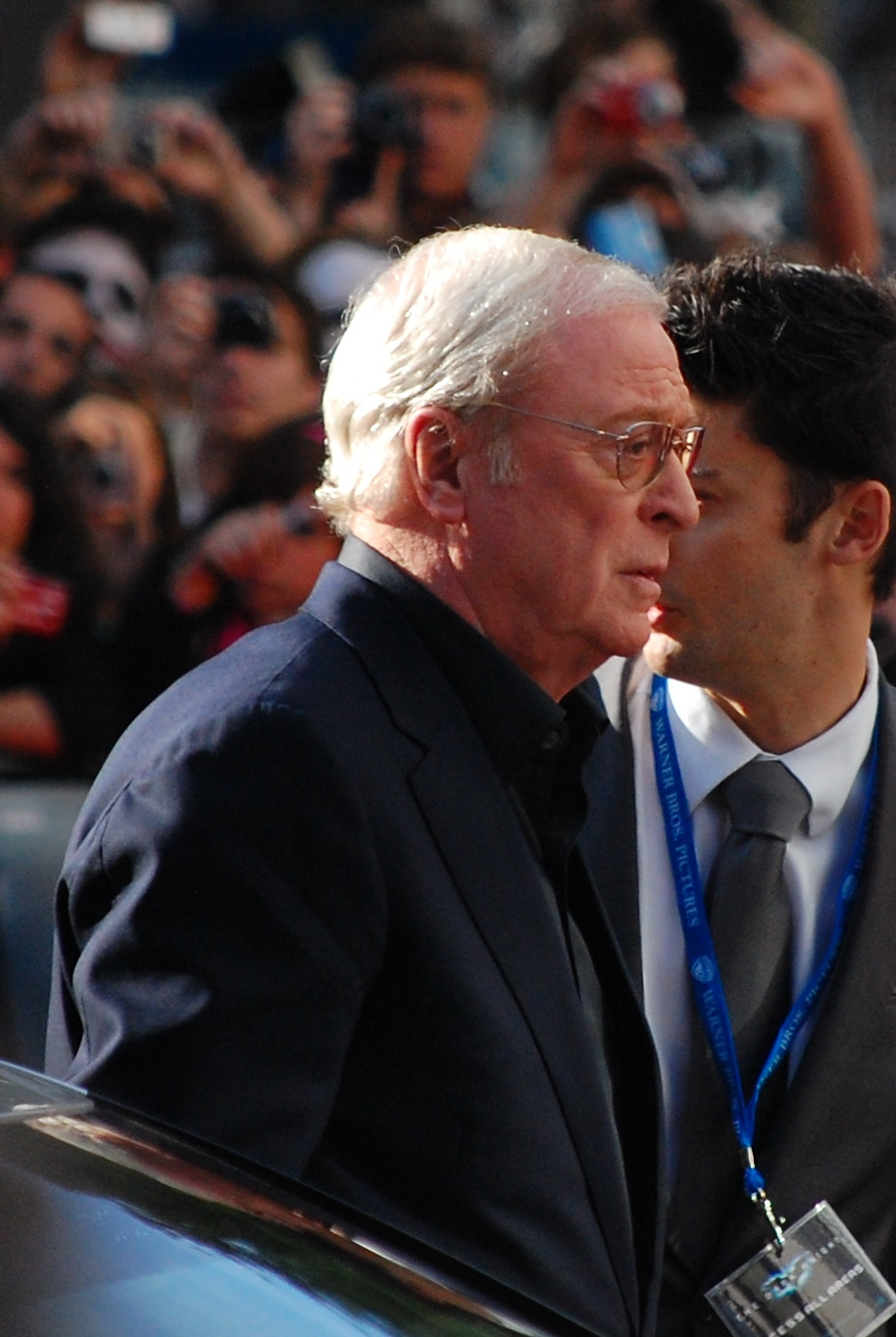
Michael Caine em Londres, na estreia europeia de The Dark Knight, 2008.

## Carreira
| Ano  | Filme                            | Título em português                                                            | Papel                               | Obs. |
| ---- | -------------------------------- | ------------------------------------------------------------------------------ | ----------------------------------- | --- |
| 1956 | Yield to the Night               |                                                                                | Michael                             | |
| 1956 | Sailor Beware!                   |                                                                                | Marinheiro                          | |
| 1956 | A Hill in Korea                  |                                                                                | Soldado Lockyer                     | |
| 1957 | The Steel Bayonet                |                                                                                | Caine                               | |
| 1957 | How to Murder a Rich Uncle       |                                                                                | Gilrony                             | |
| 1958 | A Woman of Mystery               |                                                                                | Johnathan                           | |
| 1958 | Carve Her Name with Pride        |                                                                                | Comandante                          | |
| 1958 | The Key                          |                                                                                | Não creditado                       | |
| 1958 | Blind Spot                       |                                                                                | Johnny Brent                        | |
| 1958 | The Two-Headed Spy               |                                                                                | Agente da Gestapo                   | |
| 1958 | Passport to Shame                |                                                                                | Homem se casando                    | |
| 1959 | Danger Within                    |                                                                                | Prisioneiro de guerra               | |
| 1960 | Foxhole in Cairo                 |                                                                                | Hans Weber                          | |
| 1960 | The Bulldog Breed                |                                                                                | Marinheiro                          | Não-creditado |
| 1961 | The Day the Earth Caught Fire    |                                                                                | Policial orientando o tráfego       | |
| 1962 | Solo for Sparrow                 |                                                                                | Paddy Mooney                        | |
| 1963 | The Wrong Arm of the Law         |                                                                                | Caleb                               | Não creditado |
| 1964 | Zulu                             |                                                                                | Tenente Gonville Bromhead           | |
| 1965 | The Ipcress File                 |                                                                                | Harry Palmer                        | Indicado — BAFTA de melhor ator em cinema |
| 1966 | Alfie                            |                                                                                | Alfie Elkins                        | Kansas City Film Critics Circle Award de melhor ator National Society of Film Critics Award de melhor ator Indicado — Oscar de melhor ator Indicado — BAFTA de melhor em papel principal Indicado — Globo de Ouro de melhor ator - filme dramático |
| 1966 | The Wrong Box                    |                                                                                | Michael Finsbury                    | |
| 1966 | Gambit                           |                                                                                | Harry Tristan Dean                  | Indicado — Globo de Ouro de melhor ator - filme musical ou comédia |
| 1966 | Funeral in Berlin                |                                                                                | Harry Palmer                        | |
| 1967 | Hurry Sundown                    |                                                                                | Henry Warren                        | |
| 1967 | Woman Times Seven                |                                                                                | Belo estranho                       | Caine apareceu no segmento "Snow" |
| 1967 | Billion Dollar Brain             |                                                                                | Harry Palmer                        | |
| 1968 | Play Dirty                       |                                                                                | Capitão Douglas                     | |
| 1968 | Deadfall                         |                                                                                | Henry Stuart Clarke                 | |
| 1968 | The Magus                        |                                                                                | Nicholas Urfe                       | |
| 1969 | The Italian Job                  |                                                                                | Charlie Croker                      | |
| 1969 | Battle of Britain                |                                                                                | Líder de Esquadrão Canfield         | |
| 1970 | Too Late the Hero                |                                                                                | Soldado Tosh Hearne                 | |
| 1970 | The Last Valley                  |                                                                                | O Capitão                           | |
| 1971 | Get Carter                       |                                                                                | Jack Carter                         | |
| 1971 | Kidnapped                        |                                                                                | Alan Breck                          | |
| 1972 | Zee and Co.                      |                                                                                | Robert Blakeley                     | |
| 1972 | Pulp                             |                                                                                | Mickey King                         | |
| 1972 | Sleuth                           |                                                                                | Milo Tindle                         | Evening Standard British Film Awards de melhor ator Indicado — Oscar de melhor ator Indicado — Globo de Ouro de melhor ator - filme dramático |
| 1974 | The Black Windmill               |                                                                                | Major John Tarrant                  | |
| 1974 | The Marseille Contract           |                                                                                | John Deray                          | |
| 1975 | Peeper                           |                                                                                | Leslie C. Tucker                    | |
| 1975 | The Wilby Conspiracy             |                                                                                | Jim Keogh                           | |
| 1975 | The Romantic Englishwoman        |                                                                                | Lewis Fielding                      | |
| 1975 | The Man Who Would Be King        |                                                                                | Peachy Carnehan                     | |
| 1976 | Harry and Walter Go to New York  |                                                                                | Adam Worth                          | |
| 1976 | The Eagle Has Landed             |                                                                                | Coronel Kurt Steiner                | |
| 1977 | A Bridge Too Far                 |                                                                                | Tenente-coronel John O.E. Vandeleur | |
| 1978 | Silver Bears                     |                                                                                | Doc Fletcher                        | |
| 1978 | The Swarm                        |                                                                                | Dr. Bradford Crane                  | |
| 1978 | California Suite                 |                                                                                | Sidney Cochran                      | |
| 1979 | Ashanti                          |                                                                                | Dr. David Linderby                  | |
| 1979 | Beyond the Poseidon Adventure    |                                                                                | Capitão Mike Turner                 | |
| 1980 | Dressed to Kill                  |                                                                                | Dr. Robert Elliott                  | Indicado — Framboesa de Ouro de pior ator |
| 1980 | The Island                       |                                                                                | Blair Maynard                       | Indicado — Framboesa de Ouro de pior ator |
| 1981 | The Hand                         |                                                                                | Jonathan Lansdale                   | |
| 1981 | Escape to Victory                |                                                                                | Capitão John Colby                  | |
| 1982 | Deathtrap                        |                                                                                | Sidney Bruhl                        | |
| 1983 | The Jigsaw Man                   |                                                                                | Philip Kimberly/Sergei Kuzminsky    | |
| 1983 | Educating Rita                   |                                                                                | Dr. Frank Bryant                    | BAFTA de melhor ator em cinema em papel principal (juntamente com Dustin Hoffman por Tootsie) Globo de Ouro de melhor ator - filme musical ou comédia Indicado - Oscar de melhor ator |
| 1983 | The Honorary Consul              |                                                                                | Cônsul Charley Fortnum              | Indicado — BAFTA de melhor ator em cinema em papel principal |
| 1984 | Blame it on Rio                  |                                                                                | Matthew Hollins                     | |
| 1984 | Terror in the Aisles             |                                                                                |                                     | imagens de arquivo |
| 1985 | Water                            |                                                                                | Governador Baxter Thwaites          | |
| 1985 | The Holcroft Covenant            |                                                                                | Noel Holcroft                       | |
| 1986 | Hannah and Her Sisters           | br: Hannah e suas Irmãs                                                        | Elliot                              | Oscar de melhor ator coadjuvante Indicado — BAFTA de melhor ator em cinema em papel principal Indicado — Prêmio David di Donatello de melhor ator estrangeiro Indicado — Los Angeles Film Critics Association Award de melhor ator coadjuante |
| 1986 | Sweet Liberty                    |                                                                                | Elliott James                       | |
| 1986 | Mona Lisa                        |                                                                                | Mortwell                            | |
| 1986 | Half Moon Street                 |                                                                                | Lorde Sam Bulbeck                   | |
| 1986 | The Whistle Blower               |                                                                                | Frank Jones                         | |
| 1987 | The Fourth Protocol              |                                                                                | John Preston                        | Produtor-executivo |
| 1987 | Jaws: The Revenge                |                                                                                | Hoagie Newcombe                     | Indicado — Framboesa de Ouro de pior ator coadjuvante |
| 1987 | Surrender                        |                                                                                | Sean Stein                          | |
| 1988 | Without a Clue                   |                                                                                | Sherlock Holmes                     | |
| 1988 | Dirty Rotten Scoundrels          |                                                                                | Lawrence Jamieson                   | Indicado — Globo de Ouro de melhor ator - filme musical ou comédia |
| 1990 | A Shock to the System            |                                                                                | Graham Marshall                     | |
| 1990 | Mr. Destiny                      |                                                                                | Mike/Mr. Destiny                    | |
| 1990 | Bullseye!                        |                                                                                | Sidney Lipton/Doctor Hicklar        | |
| 1992 | Noises Off                       |                                                                                | Lloyd Fellowes                      | |
| 1992 | Blue Ice                         |                                                                                | Harry Anders                        | Produtor |
| 1992 | The Muppet Christmas Carol       |                                                                                | Ebenezer Scrooge                    | |
| 1994 | On Deadly Ground                 |                                                                                | Michael Jennings                    | |
| 1994 | Then There Were Giants           |                                                                                | Josef Stalin                        | |
| 1995 | Bullet to Beijing                |                                                                                | Harry Palmer                        | |
| 1996 | Blood and Wine                   |                                                                                | Victor 'Vic' Spansky                | |
| 1996 | Midnight in Saint Petersburg     |                                                                                | Harry Palmer                        | |
| 1998 | Shadow Run                       |                                                                                | Haskell                             | |
| 1998 | Little Voice                     |                                                                                | Ray Say                             | Globo de Ouro de melhor ator - filme musical ou comédia London Film Critics' Circle Award de melhor ator coadjuvante Indicado — BAFTA de melhor ator em cinema em papel principal Indicado — BIFA Award de melhor performance de ator em filme britânico independente Indicado — Chicago Film Critics Association Award de melhor ator coadjuvante Indicado — Screen Actors Guild Award de performance de destaque por elenco em longa-metragem com Annette Badland, Brenda Blethyn, Jim Broadbent, Jane Horrocks, Philip Jackson e Ewan McGregor Indicado — Satellite Award de melhor ator - filme musical ou comédia |
| 1999 | Curtain Call                     |                                                                                | Max Gale                            | |
| 1999 | The Cider House Rules            |                                                                                | Dr. Wilbur Larch                    | Oscar de melhor ator coadjuvante Screen Actors Guild Award de performance de destaque por ator coadjuvante Indicado — BAFTA de melhor ator em cinema em papel coadjuvante Indicado — Globo de Ouro de melhor ator coadjuvante Indicado — Empire Award de melhor ator britânico Indicado — Satellite Award de melhor ator coadjuavante Indicado — Screen Actors Guild Award de performance de destaque por elenco de longa-metragem com Jane Alexander, Erykah Badu, Kathy Baker, Kieran Culkin, Delroy Lindo, Tobey Maguire, Kate Nelligan, Paul Rudd e Charlize Theron                                                |
| 1999 | The Debtors                      |                                                                                |                                     | |
| 2000 | Quills                           |                                                                                | Dr. Royer-Collard                   | |
| 2000 | Shiner                           |                                                                                | Billy 'Shiner' Simpson              | |
| 2000 | Get Carter                       |                                                                                | Cliff Brumby                        | Refilmagem do filme homônimo de Caine de 1971 |
| 2000 | Miss Congeniality                |                                                                                | Victor Melling                      | |
| 2001 | Last Orders                      |                                                                                | Jack                                | |
| 2002 | Austin Powers in Goldmember      |                                                                                | Nigel Powers                        | |
| 2002 | The Quiet American               |                                                                                | Thomas Fowler                       | Prêmio do Festival Internacional de Cinema de Bangkok de melhor ator London Film Critics' Circle Award de melhor ator San Francisco Film Critics Circle Award de melhor ator Satellite Award de melhor ator - filme dramático Seattle Film Critics Award de melhor ator Indicado — Oscar de melhor ator Indicado — BAFTA de melhor ator em cinema Indicado — Globo de Ouro de melhor ator - filme dramático |
| 2003 | Quicksand                        |                                                                                | Jake Mellows                        | |
| 2003 | The Actors                       |                                                                                | O'Malley                            | |
| 2003 | Secondhand Lions                 |                                                                                | Garth                               | |
| 2003 | The Statement                    |                                                                                | Pierre Brossard                     | |
| 2004 | Around the Bend                  |                                                                                | Henry Lair                          | |
| 2005 | Batman Begins                    | pt: Batman - O Início                                                          | Alfred Pennyworth                   | |
| 2005 | Bewitched                        |                                                                                | Nigel Bigelow                       | |
| 2005 | The Weather Man                  |                                                                                | Robert Spritzel                     | |
| 2006 | Children of Men                  |                                                                                | Jasper                              | |
| 2006 | The Prestige                     |                                                                                | John Cutter                         | |
| 2007 | Flawless                         |                                                                                | Sr. Hobbs                           | |
| 2007 | Sleuth                           |                                                                                | Andrew Wyke                         | Refilmagem de Sleuth, com Caine interpretando o papel desempenhando originalmente interpretado por Laurence Olivier, e Jude Law no papel que fora de Caine |
| 2008 | The Dark Knight                  | br: Batman: O Cavaleiro das Trevas pt: O Cavaleiro das Trevas                  | Alfred Pennyworth                   | Continuação de Batman Begins Indicado — Scream Award de melhor ator coadjuvante |
| 2009 | Is Anybody There?                |                                                                                | Clarence                            | |
| 2009 | Harry Brown                      |                                                                                | Harry Brown                         | Indicado — Empire Award de melhor ator |
| 2010 | Inception                        | br/pt: A Origem                                                                | Professor Stephen Miles             | Indicado — Scream Award de melhor participação especial |
| 2011 | Gnomeo and Juliet                | br/pt: Gnomeu e Julieta                                                        | Lorde Redbrick                      | Voz |
| 2011 | Cars 2                           | br/pt: Carros 2                                                                | Finn McMissile                      | Voz |
| 2012 | Journey 2: The Mysterious Island |                                                                                | Alexander Anderson                  | |
| 2012 | The Dark Knight Rises            | br: Batman: O Cavaleiro das Trevas Ressurge pt: O Cavaleiro das Trevas Renasce | Alfred Pennyworth                   | |
| 2013 | Now You See Me                   | br: Truque de Mestre pt: Mestres da Ilusão                                     | Arthur Tressler                     | |
| 2013 | Mr. Morgan's Last Love           | br: O Último Amor de Mr. Morgan                                                | Mr. Morgan                          | |
| 2014 | Interstellar                     |                                                                                | Professor Brand                     | |
| 2014 | Stonehearst Asylum               | br.: Refúgio do medo                                                           | Dr. Benjamin Salt                   | |
| 2015 | Kingsman: The Secret Service     | br: Kingsman: Serviço Secreto                                                  | Arthur/Chester King                 | |
| 2015 | The Last Witch Hunter            | O Último Caçador de Bruxas                                                     | Dolan 36                            | |
| 2016 | Now You See Me 2                 | br: Truque de Mestre 2: O Segundo Ato pt: Mestres da Ilusão 2                  | Arthur Tressler                     | |